# Elophos vittaria
Elophos vittaria is een nachtvlinder uit de familie van de spanners (Geometridae).
De spanwijdte van deze vlinder is 25 tot 38 millimeter.
De nominale ondersoort komt voor in het gebied tussen Fennoscandinavië en Japan. De ondersoort Elophos vittaria mendicaria komt daarnaast voor in de gebergten van Centraal-Europa, inclusief de Alpen.
De soort gebruikt lage planten zoals bosbes en ook berk als waardplanten. De vliegtijd is juni en juli.